# Eskutxi
Eskutxi är ett berg i Spanien.   Det ligger i provinsen Araba / Álava och regionen Baskien, i den norra delen av landet, 300 km norr om huvudstaden Madrid. Toppen på Eskutxi är 1 185 meter över havet.
Terrängen runt Eskutxi är huvudsakligen kuperad, men den allra närmaste omgivningen är bergig. Runt Eskutxi är det mycket glesbefolkat, med 2 invånare per kvadratkilometer. Närmaste större samhälle är Amurrio, 9,9 km öster om Eskutxi. Trakten runt Eskutxi består till största delen av jordbruksmark.